# 할버슈타트

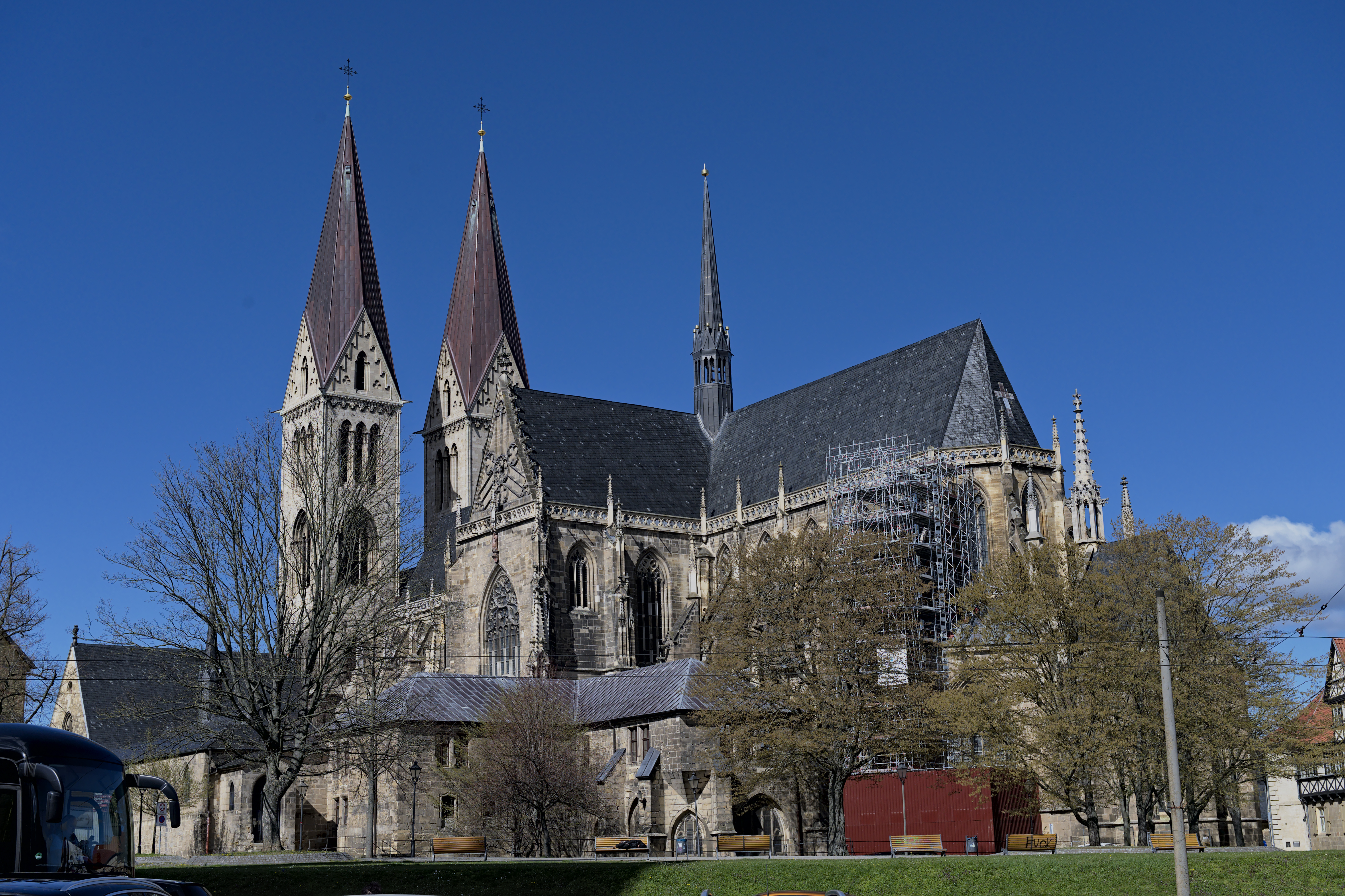
할버슈타트의 교회

할버슈타트(독일어: Halberstadt)는 독일 작센안할트주에 있는 도시이다.